# Ihan
Ihan je naselje z okoli 850 prebivalci (2020) na levem bregu Kamniške Bistrice v Občini Domžale in središče istoimenske krajevne skupnosti.
Ihan je razpotegnjeno naselje ob lokalni cesti Domžale - Dol pri Ljubljani. 
V Ihanu in bližnjih zaselkih sta se med drugimi rodila jezikoslovec Anton Breznik in filozof Tine Hribar. Iz Ihana prihaja tudi aktualni župan občine Domžale, Toni Dragar. Omeniti pa velja tudi nekaj vrhunskih športnikov, ki so prav tako Ihanci. Klemen Bauer, Peter Dokl in Teja Gregorin. Vsi trije biatlonci.  
V naselju stoji prašičja farma s prirejo okoli 100.000 prašičev letno. Od ustanovitve 1959 se farma ukvarja z intenzivno selekcijo prašičev. Leta 1970 je bila v Ihanu izselekcionerana nova pasma, ki je od 1974 osnova selekcijskemu programu za prašiče v Sloveniji. Na farmi deluje od 1975 postaja za test lastne vzreje merjascev.
V Ihanu imajo župnijo Svetega Jurija. V njej trenutno daruje mašo Andrej Marko Poznič.